# ریچارد فرند
سر ریچارد فرند (انگلیسی: Richard Friend؛ زاده ۱۸ ژانویهٔ ۱۹۵۳) یک دانشمند و فیزیک‌دان اهل بریتانیا است. وی استاد فیزیک کاوندیش در دانشگاه کمبریج و استاد در دانشگاه ملی سنگاپور است. تحقیقات وی مربوط به فیزیک و مهندسی نیمه هادی‌های مبتنی بر کربن است. او همچنین رئیس هیئت مشورتی علمی بنیاد ملی تحقیقات (NRF) سنگاپور است.